# 9K114
9K114 シュトゥールム（ロシア語: 9К114 «Штурм»：突風、強襲の意）は、ソビエト連邦の対戦車ミサイルである。NATOコードネームはAT-6 スパイラル。
9K114 シュトゥールムはミサイルシステム全体を指す名称であり、ミサイル本体は9M114 ココン（ロシア語: 9М114 «Кокон»：繭の意）と呼ばれる。
役割としては、西側のAGM-114 ヘルファイアと同様、ヘリや車両から地上/海上目標への攻撃を行うことを目的に開発された。

## 形式

### システム本体
シュトゥルム-V
航空機用。Mi-24ハインドでは、Mi-24V以降の機体に搭載する。
シュトゥルム-S
地上用。MT-LBの派生型である対戦車車両の9P149に搭載する。

### ミサイル
9M114 ココン（NATOコードネーム：AT-6 スパイラル）
1976年から運用開始。
9M114 （NATOコードネーム：AT-6A スパイラル）
SACLOS。
9M114M
成形炸薬弾頭
9M114M1 （NATOコードネーム：AT-6B スパイラル）
SACLOS。射程：6km。弾頭重量：7.4kg。
9M114M2 （NATOコードネーム：AT-6C スパイラル）
SACLOS。射程：7km。弾頭重量：7.4kg。
9M114F
燃料気化弾頭。
9M120/9M120F/9M220O シュトゥールム-VM（NATOコードネーム：AT-9 スパイラル-2）
9M120 アターカ-Vを参照。

## 運用
運用国
- ブラジル
- アルメニア[2][3]
- アゼルバイジャン
- ブルガリア
- クロアチア（現在は退役）[4]
- チェコスロバキア（現在は退役）
- チェコ
- キューバ
- ジョージア - 2006年にカザフスタンからグルジアへ754基[5]。
- インドネシア - MI-35Pに搭載。
- カザフスタン - 2023年時点で、カザフスタン陸軍が6両の9P149シュトゥルム-Sを保有している[6]。
- モルドバ
- ペルー
- ポーランド
- ロシア
- スロバキア
- ベラルーシ
- タジキスタン
- シリア
- ベトナム
- エチオピア
- アラブ首長国連邦
- インド
- ハンガリー